# Невель
Не́вель — город в России, административный центр Невельского района Псковской области, также Невель является административным центром сельских поселений, Ивановской и Плисской волостей.

## География
Город Невель расположен примерно в 240 километрах к юго-востоку от Пскова на берегу одноимённого озера Невель.

## История

### Этимология
Название соответствует названию озера Невель (Невль), которое, предположительно, может происходить от прибалтийско-финского nevo — болотистое, вязкое, топкое место.
Название Невель упоминается в Духовной грамоте (завещании) Великого князя Ивана III от 1504 года: «Да сыну же своему Василью даю … волости Березаи, Невле, Усваи, Ловцо …».

### Борьба за Невель
Невельские земли в разное время принадлежали Московскому и Литовскому княжествам, Речи Посполитой и Русскому царству. По мирному договору 1508 года Невель остался за Русским государством.
Во время регентства Елены Глинской на мысу в излучине реки Еменки была построена деревянная Невельская крепость. В 1562 году воевода Андрей Курбский не смог одержать победу над литовцами в бою под Невелем, за что его впоследствии укорял в послании Иван Грозный: «Како же убо под градомъ нашимъ Невлемъ пятьюнадесятъ тысящъ четырёхъ тысящъ не могосте побити…». С. М. Соловьёв считал, что эта неудачная битва стала решительным побуждением для Курбского к бегству из России. Однако в том же году Невель был вновь взят московскими войсками.
В своей Духовной грамоте в 1572 году царь упоминает Невель трижды — как озеро, как город и как волость: «Да сына же своего Ивана благословляю городы, что есми поставил, с Божиею волею, на Литовском рубеже: город Велижь, город Заволочье, город Себежь, город Поповичь на Невле… Сыну жь моему Ивану даю город Луки Великия, да город Невль, город Острое, с волостми, и с путми, и с селы, и со всеми пошлинами. А Луцкия волости: Березу, Невль, Усвои, Ловце, …как было при мне».
Несмотря на упоминание Иваном Грозным Невеля как города, на протяжении большей части XVI—XVIII веков Невель обычно считался не городом, а местечком.
В 1580 году войска нового короля Речи Посполитой Стефана Батория вновь взяли Невель, причём деревянный замок — основное укрепление Невеля — был частично взорван, а частично сожжён поляками. По окончании Ливонской войны и заключённому перемирию в 1582 году Невель был возвращён Российскому государству. Однако в 1617 году Невель был вновь взят войсками Речи Посполитой, которой и был передан по заключённому в 1618 году перемирию.
В 1623 году король Сигизмунд III Ваза даровал Невелю магдебургское право и герб: на серебристом поле поверженный воин — Голиаф, над которым стоит Давид с мечом.
В 1633 году в ходе Смоленской войны Невель был взят русским войском во главе с воеводой М. Б. Шеиным, но завершивший в 1634 году войну мирный договор подтвердил принадлежность Невеля Речи Посполитой.
В середине XVII века начинается переселение на Невельщину евреев, которые вскоре составили значительную часть населения местечка, ставшего важным очагом еврейской культуры. 1 июня 1654 года Невель вновь был взят русскими войсками под начальством В. П. Шереметева. Андрусовское перемирие 1667 года, завершившее русско-польскую войну 1654—1667 гг., закрепило переход Невеля к Русскому царству.
В 1678 году Невель вместе с Велижем и Себежем вновь был передан Речи Посполитой; при этом король Речи Посполитой Ян III Собеский взял на себя обязательство не притеснять проживавшее в этих трёх городах православное население и не принуждать их к переходу в католицизм или униатство (данное обязательство выполнено не было). Взамен Речь Посполитая отказывалась от возвращения Русским царством утраченного в ходе русско-польской войны 1654—1667 гг. города Киева с округом.
14 ноября 1762 года польский король Станислав Август Понятовский подтвердил Невелю магдебургское право и пожаловал новый герб — щит, поделённый на две части горизонтальной полосой. В нижней части изображён всадник (как на гербе Великого княжества Литовского, только на зелёном фоне), в верхней — половина российского герба, двуглавого коронованного орла. От нижней части этого герба и происходит современный герб города.

### Невель в составе Российской империи
28 мая 1772 года в результате первого раздела Речи Посполитой местечко Невель окончательно вошло в состав Российской империи.
В 1773 году местечко Невель было преобразовано в город. Он стал центром Невельского уезда, который первоначально входил в Полоцкую провинцию Псковской губернии, с 1777 года — в Полоцкую губернию, с 1796 года — в Белорусскую, а с 1802 года — в Витебскую губернии; при этом уезд входил в черту оседлости. В 1778 году был утверждён план города, а в 1781 году — его новый герб.
В 1812 году в Невель были эвакуированы губернские учреждения из Витебска; Отечественная война 1812 года города напрямую не коснулась.
А. М. Сементовский указывал, что в 1864 году в Невеле, «кроме 7 православных церквей, монастыря и одной часовни, находится 1 каменный костёл (XVII в.) и 9 еврейских школ, 36 каменных, 821 деревянный дом, 3 кожевенных и 2 кирпичных завода».
В 1905 году «церквей каменных в городе две, монастырь один, часовен 4; есть римско-католический каменный костёл и одна деревянная каплица; еврейских молитвенных домов 5 каменных и 9 деревянных. В Невле насчитывается до 14 тысяч жителей, из них евреев 8 тысяч… с Петербургско-Витебской железной дорогой пересекается строящаяся Бологово-Седлецкая».
В 1906 году о городе сообщалось следующее: «Величина заселённой его площади около 210 десятин. Улиц 28, переулков 10, … площадей 6. Домов каменных 232, деревянных 1222… Освещается город 110 керосиновыми фонарями. Водопровода нет… Низших учебных заведений 9, из них мужских 6. Библиотек 2. Больница 1 на 24 кровати. Гостиниц 6… Фабрик и заводов 10».
В 1910 году: «4 православные церкви, 1 костёл, 15 синагог, 3 православные часовни… 3 библиотеки, 1 типография, 1 типолитография. Клубная сцена 1, гимназия 1 (16 учителей, 304 учащихся). Учебных заведений 6».

### Невель в советское время
После революции (1918 — 1920 гг.) в Невеле проживал философ Михаил Бахтин, преподававший в единой трудовой школе. Вокруг него сложился тесный круг единомышленников-интеллектуалов: В. Н. Волошинов, М. И. Каган, Л. В. Пумпянский, М. В. Юдина, Б. М. Зубакин.
Во время Гражданской войны город долгое время находился под контролем Белой армии.
В 1930-х годах не миновали Невель политические репрессии — были закрыты церкви, костёл, синагоги, арестованы религиозные деятели, рабочие польской национальности, известные евреи.
В годы Великой Отечественной войны город Невель и район пережили серьёзные испытания. Невель находился в полосе обороны 22-й армии Западного фронта. Недалеко от города размещался армейский командный пункт. Уже 8 июля 1941 года на город был совершен первый крупный налёт авиации немецко-фашистских войск. 15 июля к городу прорвалась немецкая 19-я танковая дивизия 57-го моторизованного корпуса (см. «22-я армия»). Западнее Невеля после тяжёлых оборонительных боёв попадают в окружение 112-я и 98-я стрелковые дивизии 51-го стрелкового корпуса. Выйти к своим смогли не более трети бойцов окружённых частей. Немецкие войска входят в Невель, откуда далее был нанесён удар в направлении на Великие Луки.
За время оккупации в 1941—1943 годах немецко-фашистские захватчики расстреляли в Невельском районе более восьми тысяч мирных граждан, в том числе целенаправленно уничтожили около двух тысяч евреев. Невельское гетто с его населением было уничтожено немецкой айнзацкомандой 9 в конце сентября 1941 года при содействии полевых частей вермахта, в последующее время были истреблены немногие выжившие при этом евреи. Были сожжены частично или полностью десятки деревень, тысячи людей вывезены на принудительные работы. Множество жителей погибло на фронтах войны и в плену. Всего погибло более двадцати тысяч жителей города и района. Захватчики разграбили или уничтожили культурные ценности, разрушили множество строений. Значительный ущерб городу принесли непосредственно боевые действия.
С самого начала оккупации на территории района стали действовать партизанские отряды. Территория Невельского района, вместе с соседними районами Псковской области, Беларуси и Латвии входила в знаменитый Партизанский край. В результате народного сопротивления немецко-фашистским войскам был нанесён серьёзный ущерб в живой силе и технике.
6 октября 1943 года в ходе Невельской наступательной операции город Невель был освобождён от немецко-фашистских захватчиков частями 3-й и 4-й ударных армий Калининского фронта под командованием генерала армии Ерёменко А.И..
Город Невель являлся районным центром — с 1927 года в составе Великолукского округа Ленинградской области, c 1929 года — Западной области, с 1935 года — Калининской области, с 1944 года — Великолукской области, с 1957 года — Псковской области.

## Население
| \| 1856[18] \| 1896[19] \| 1897[20] \| 1931[18] \| 1939[21] \| 1959[22] \| 1970[22] \| 1979[22] \| 1989[22] \| 1992[18] \| \| -------- \| -------- \| -------- \| -------- \| -------- \| -------- \| -------- \| -------- \| -------- \| -------- \| \| 6700 \| ↗9062 \| ↗9349 \| ↗12 100 \| ↗15 569 \| ↘14 273 \| ↗17 715 \| ↗20 730 \| ↗22 368 \| ↘22 200 \| \| 1996[18] \| 1998[18] \| 2001[18] \| 2002[23] \| 2004[24] \| 2005[24] \| 2006[24] \| 2007[24] \| 2008[24] \| 2009[24] \| \| ↘21 600 \| ↘21 200 \| ↘20 400 \| ↘18 545 \| ↘18 217 \| ↘17 972 \| ↘17 572 \| ↘17 332 \| ↘17 060 \| ↘16 767 \| \| 2010[25] \| 2011[22] \| 2012[22] \| 2013[22] \| 2014[22] \| 2015[26] \| 2016[27] \| 2017[28] \| 2018[29] \| 2019[30] \| \| ↘16 324 \| ↘16 272 \| ↘15 885 \| ↘15 578 \| ↘15 417 \| ↘15 252 \| ↘15 250 \| ↘15 133 \| ↘15 079 \| ↘14 819 \| \| 2020[31] \| 2021[1] \| \| \| \| \| \| \| \| \| \| ↘14 481 \| ↘13 980 \| \| \| \| \| \| \| \| \| 5000 10 000 15 000 20 000 25 000 30 000 1896 1970 1998 2006 2011 2016 2021 |         |         |         |         |         |         |         |         |         |
| 1856 | 1896    | 1897    | 1931    | 1939    | 1959    | 1970    | 1979    | 1989    | 1992    |
| 6700 | ↗9062   | ↗9349   | ↗12 100 | ↗15 569 | ↘14 273 | ↗17 715 | ↗20 730 | ↗22 368 | ↘22 200 |
| 1996 | 1998    | 2001    | 2002    | 2004    | 2005    | 2006    | 2007    | 2008    | 2009    |
| ↘21 600 | ↘21 200 | ↘20 400 | ↘18 545 | ↘18 217 | ↘17 972 | ↘17 572 | ↘17 332 | ↘17 060 | ↘16 767 |
| 2010 | 2011    | 2012    | 2013    | 2014    | 2015    | 2016    | 2017    | 2018    | 2019    |
| ↘16 324 | ↘16 272 | ↘15 885 | ↘15 578 | ↘15 417 | ↘15 252 | ↘15 250 | ↘15 133 | ↘15 079 | ↘14 819 |
| 2020 | 2021    |         |         |         |         |         |         |         |         |
| ↘14 481 | ↘13 980 |         |         |         |         |         |         |         |         |

На 1 января 2025 года по численности населения город находился на 830-м месте из 1124 городов Российской Федерации.
Гендерный состав
На 1 января 1896 года в Невеле было 9062 жителя (4485 мужчин и 4577 женщин).
По Всесоюзной переписи населения СССР 1959 года в Невеле проживали 14 634 человека — 6465 мужчин и 8169 женщин.
Национальный состав
В 1897 году в городе жили 9349 человек, в том числе евреи — 5831, белорусы — 2411, русские — 1009.
На 1 января 1896 года согласно статистике, в городе было: иудеев — 4587 (50,6 %), православных — 3467 (38,3 %), католиков — 596 (6,6 %), протестантов — 142, мусульман — 15, представителей других вероисповеданий — 70.
По итогам переписи населения 2020 года проживали следующие национальности (национальности менее 0,1 % и другое, см. в сноске к строке «Другие»):
| Национальность | Численность, чел. | Доля     |
| -------------- | ----------------- | -------- |
| Русские        | 12 606            | 90,17 %  |
| Цыгане         | 272               | 1,95 %   |
| Белорусы       | 132               | 0,94 %   |
| Таджики        | 110               | 0,79 %   |
| Украинцы       | 36                | 0,26 %   |
| Другие         | 824               | 5,89 %   |
| Итого          | 13 980            | 100,00 % |

## Застройка

### Улицы и площади
| Официальное название             | Историческое название                  | Бывшие названия                            |
| Белодедова улица                 | Большая Кладбищенская улица            |                                            |
| Гвардейская улица                | Большая Вельская улица                 |                                            |
| Интернациональная улица          | Кагальная улица                        |                                            |
| Комсомольская улица              | Георгиевская улица                     |                                            |
| Карла Маркса площадь             | Рыночная площадь Красная площадь       |                                            |
| Ломоносова улица                 | Спасская улица                         | Бебеля улица Сталина улица (1953-1961 гг.) |
| Ленина улица                     | Шоссейная улица                        |                                            |
| Ленкоммуны улица (с 1918 г.)     | Николаевское шоссе                     | Петербургское шоссе                        |
| Маметовой улица (с 1.11.1943 г.) | Витебское шоссе                        |                                            |
| Михайлова улица                  | Полоцкая улица                         |                                            |
| Никуличева переулок              | Большая Кладбищенская улица            |                                            |
| Рошаля улица                     | Успенская улица                        |                                            |
| Советская улица                  | Монастырская улица                     |                                            |
| Слепенкова улица                 | Красный переулок                       |                                            |
| Толстого улица                   | Низкая улица                           |                                            |
| Урицкого улица                   | Никольская улица                       |                                            |
| Филатова улица                   | Малая Вельская улица (до 1.11.1943 г.) |                                            |
| Хабибулина улица                 | Малая Кладбищенская улица              |                                            |
| Чеботарева улица                 | Гуменный переулок                      |                                            |
| Чайкина улица                    | Валовая улица                          |                                            |
| Энгельса улица                   | Шоссейная улица                        |                                            |

На сегодняшний день исторические названия сохранили улицы Взгорье, Замковая,  и Подгорная.

## Промышленность
- молочноконсервный комбинат,
- 2 швейныe фабрики,
- 1 обувная фабрика,
- 3 металлообрабатывающие предприятия,
- филиал Лужского абразивного завода (занимает помещения бывшего льнозавода).
- комбикормовый завод Великолукского мясокомбината

По выпуску промышленной продукции лидируют предприятия пищевой и лёгкой промышленности. Объём выпуска продукции, работ и услуг в 2010 году составил 730 млн рублей.

## Транспорт
Невель является узлом автомобильного и железнодорожного сообщения.

Через город проходит автомагистраль E95.

Действуют два железнодорожных вокзала — Невель-1, Невель-2. Станция Невель-1 расположена на железнодорожной ветке Великие Луки — Полоцк, станция Невель-2 — на железнодорожной магистрали Санкт-Петербург — Витебск.
В городе имеется автостанция. Автобусное сообщение производится по направлениям на Великие Луки, Санкт-Петербург, Смоленск (через Усвяты - Велиж), Витебск, Псков (через Пустошка - Опочка).
Городской транспорт представлен 5 маршрутами:
- 1. Льнозавод - Нефтебаза - Теплосети - Рынок - Дом культуры - (заезд Городской стадион - ПМК-15) - Площадь Карла Маркса - Летний сад - КП - Улица Красных Партизан - АЗС-14
- 2. Автоколонна - Школа - Молочный комбинат - Рынок - Дом культуры - Площадь Карла Маркса - Школа №5 - Больница - станция Невель-1
- 6. Автоколонна — Школа — Молочный комбинат - Рынок - Дом культуры - Площадь Карла Маркса - Школа №5 - Больница - Пилорама - улица Великолукская
- 8. Льнозавод — Нефтебаза — Теплосети - Рынок - Дом культуры - Площадь Карла Маркса - улица Декабристов - улица Калинина — Колония
- 9. Рыбный комбинат — Спецшкола - Гагрино - ж/д переезд - Рынок - Дом культуры - Площадь Карла Маркса - Школа №5 - Больница - Пилорама - улица Великолукская

## Достопримечательности
- Невельский краеведческий музей, расположенный в здании бывшей почтовой станции (1850-е) на дороге Петербург — Одесса.
- Памятник воинам, погибшим при освобождении города в октябре 1943 года. Впервые памятник был построен в 1943 году из дерева, в апреле 1990 года проведена реставрация и обновление внешнего вида.
- Комплекс зданий купеческой застройки XIX века.
- Здание бывшей женской гимназии (ныне — филиал Великолукского политехнического колледжа) 1904 года постройки. Здесь в 1918-1920 гг. преподавал М. М. Бахтин.
- Памятник Маншук Маметовой.
- Кафедральный собор Троицы Живоначальной 1850-1860 гг. постройки. Ныне является вторым кафедральным собором Великолукской епархии.

### Утраченные объекты
- Костел святого Георгия (Юрия) и монастырь францисканцев. Здание было разрушено в 1960-е годы.
- Спасо-Преображенский мужской монастырь (XVII в.)
- Замок (XVI в.)
- Собор Успения Пресвятой Богородицы (XVIII в.)
- Здание синагоги
- Церковь Иоанна Богослова (начало XX в.)

- Невельский краеведческий музей
- Монумент павшим воинам при освобождении
города в 1943 году (деревянный)
- Купеческое здание XIX века
- Памятник Герою Гражданской войны
Леппо З.Б. на Первомайском кладбище

## Известные уроженцы
- Аршанский, Эдуард Львович (1899—1974) — советский режиссёр, сценарист.
- Зайцев, Евгений Алексеевич (1908—1992) — народный художник БССР.
- Звягин Берке Борухович (Борис Борисович) (1921—2002) — специалист в области кристаллографии, профессор, доктор физико-математических наук.
- Левин, Владимир Соломонович (1897—1934) — комиссар Петроградского Военно-революционного комитета, первый начальник Военно-политического института Красной Армии.
- Левин, Давид Соломонович (1892—1920) — участник гражданской войны, комиссар дивизии, погиб в бою на Туркестанском фронте.
- Левин, Моисей Соломонович (1902—1968) — врач-психиатр, физиолог.
- Минин, Евгений Аронович (10.06.1949) — российско-израильский писатель, поэт, пародист, издатель.
- Михайлов, Вадим Васильевич (1931—2023) — советский кинорежиссёр и сценарист, писатель, переводчик, альпинист.
- Невельский (Левин), Борис Соломонович (1891—1937) — секретарь ЦК профсоюзов металлургической промышленности УССР.
- Полятков, Николай Дмитриевич (1904—1974) — советский военачальник, полковник.
- Юдина, Мария Вениаминовна (1899—1970) — советская пианистка.
- Дэйнис Петрович Иван (1900-1985) — белорусский краевед, педагог.
- Павел Яковлевич Панкевич (1895-1938) — белорусский ученый, педагог, психолог, публицист.
- Татьяна Александровна Романова (род. 1925) — ученый в области почвоведения, Заслуженный деятель науки БССР.